# Everton Kempes dos Santos Gonçalves
Everton Kempes dos Santos Gonçalves, meglio noto come Kempes (Recife, 3 agosto 1982 – La Unión, 28 novembre 2016), è stato un calciatore brasiliano, di ruolo attaccante.

## Caratteristiche tecniche
Centravanti mancino, durante la sua carriera ha segnato più di 100 gol.

## Carriera
Veste le maglie di diversi club brasiliani prima di approdare nel 2009, a 26 anni, al Portuguesa, squadra militante nella seconda divisione brasiliana. Non convince alla prima stagione (20 presenze e 3 gol in Série B) ed è girato per gli anni successivi in prestito: gioca il campionato Gaucho con il Novo Hamburgo, quindi torna in Série A con la maglia del Ceará, senza andare in gol. Nel 2011 passa all'Atlético Mineiro: firma 13 marcature in Série A, piazzandosi settimo nella classifica dei capocannonieri assieme a Neymar e dietro a Ronaldinho e Leandro Damião. È nuovamente ceduto in prestito nel 2012, questa volta nella massima divisione giapponese, dove segna 7 reti in 27 giornate di campionato. Nel gennaio del 2013 il Portuguesa lo cede a titolo definitivo allo JEF United, club di seconda divisione giapponese.
Al suo esordio, il 10 marzo 2013, firma una doppietta contro il Roasso Kumamoto (0-3). Alla sesta giornata di campionato, Kempes realizza quattro reti contro il Giravanz Kitakyushu, in un match finito 6-1. Segna altre due doppiette e due triplette, conquistando il titolo di miglior marcatore del campionato al termine della stagione con 22 centri in 37 match. Il club raggiunge i play-off di dicembre validi per la promozione in prima serie, ma li perde. Alla sua terza annata in Giappone, Kempes segna 13 gol, contribuendo al terzo posto conquistato dalla squadra nel campionato di seconda divisione: il piazzamento vale subito la finale dei play-off, persa contro il Montedio Yamagata (0-1). Nel 2015 torna in patria con la maglia del Joinville e nel 2016 firma per la Chapecoense.
È deceduto, insieme a gran parte della squadra, altri passeggeri e componenti dell'equipaggio, in seguito ad un incidente aereo avvenuto il 28 novembre in Colombia, mentre si stava recando con la squadra a Medellín per disputare la finale della Coppa Sudamericana.

## Palmarès

### Club

#### Competizioni statali
- Copa FGF: 1

Caxias: 2007
- Campionato Catarinense: 1

Chapecoense: 2016

#### Competizioni internazionali
- Coppa Sudamericana: 1

Chapecoense: 2016 (postumo)

### Individuale
- Capocannoniere della J2 League: 1

2013 (22 gol)